# Antho
Antho är ett släkte av svampdjur. Antho ingår i familjen Microcionidae.

## Dottertaxa tillAntho, i alfabetisk ordning[1][2]
- Antho anisotyla
- Antho arbuscula
- Antho arcitenens
- Antho arctica
- Antho bakusi
- Antho barbadensis
- Antho brattegardi
- Antho brondstedi
- Antho burtoni
- Antho chartacea
- Antho circonflexa
- Antho coriacea
- Antho delaubenfelsi
- Antho dichotoma
- Antho elegans
- Antho erecta
- Antho fragilis
- Antho frondifera
- Antho graceae
- Antho granditoxa
- Antho gymnazusa
- Antho hallezi
- Antho heterospiculata
- Antho illgi
- Antho inconspicua
- Antho inconstans
- Antho involvens
- Antho jia
- Antho karykina
- Antho karyoka
- Antho lambei
- Antho lithophoenix
- Antho lundbecki
- Antho manaarensis
- Antho novizelanica
- Antho opuntioides
- Antho oxeifera
- Antho paradoxa
- Antho paucispina
- Antho penneyi
- Antho planoramosa
- Antho plena
- Antho prima
- Antho primitiva
- Antho punicea
- Antho ridleyi
- Antho saintvincenti
- Antho signata
- Antho simplicissima
- Antho spinulosa
- Antho tuberosa